# Paraklet
Paraklet (grekiska παράκλητος paráklētos, latiniserat paracletus, översatt advocatus) är en teologisk term, som ursprungligen betyder sakförare, den som för någons talan.
I 1883 års översättning av Nya Testamentet återges ordet, liksom i Karl XII:s bibel, med "hugsvalare" och (i Första Johannesbrevet 2:1) "försvarare". 1917 års översättning har på det senare stället "förespråkare" och annars "hjälpare". NT 81 använder "Hjälparen" på de flesta ställen. Ordet används i Första Johannesbrevet 2:1 om Jesus Kristus själv, på alla övriga ställen (Johannesevangeliet 14:16, 26; 15:26; 16:7) liksom också i det senare, kyrkliga språkbruket om den Helige Ande. 

Jesus hade lovat att hans verk skulle fullbordas efter hans död genom att Fadern skulle sända Anden till lärjungarnas bistånd. Även på dessa ställen ligger emellertid i detta uttryck en hänsyftning till Jesus själv; i Johannesevangeliet 14:16 talas det uttryckligen om Anden som "en annan" hjälpare, och den egentliga innebörden i löftet om Anden är framförallt att gemenskapen med Kristus för lärjungarna inte genom dennes död skall brytas, utan först nu nå sin fulla innerlighet. Jesu utsagor om Anden övergår därför stundom omedelbart i löftet om, att han och hans Fader själva skall "komma till" lärjungarna.
Jag skall be Fadern, och han skall ge er en annan hjälpare, som skall vara hos er för alltid: (Johannes 14:16, Bibel 2000)
I Johannesevangeliets löfte om parakleten har flera olika kristna riktningar med hjälp av en försinnligande tolkning sökt en anknytning för sina anspråk att representera en evangeliernas kristendom överbjudande ståndpunkt. Så tillämpade både Montanus och Manes denna förutsägelse på sig själva. Anhängarna av Joakim av Floris apokalyptiska läror menade att det evangelium aeternum, som enligt hans profetior skulle uppenbaras under parakletens tidsålder, redan förelåg i hans egna skrifter.